# سنان العزاوي
سنان محسن أحمد العزاوي (1977) ممثل ومخرج عراقي، حاصل على شهادة الدكتوراه، اشترك في أعمال كثيرة وحصل على جوائز تقديرية وولد في بابل.

## الأعمال

### مسلسلات
| السنة | العنوان             | الدور          |
| ----- | ------------------- | -------------- |
| 1998  | اليسر بعد العسر     |                |
| 1998  | الحرير ودائرة الشوك | غسان           |
| 2003  | حب وحرب ج1          |                |
| 2007  | فوبيا بغداد         |                |
| 2008  | ثلج في زمن النار    |                |
| 2009  | هدوء نسبي           |                |
| 2010  | إعلان حالة حب       |                |
| 2010  | آخر الملوك          | رفعت الحاج سري |
| 2011  | رجال وقضية          |                |
| 2013  | أعماق الازقة        | شاهين          |
| 2019  | الفندق              | عقيد صبحي      |
| 2024  | الجنة والنار        | فرج            |
| 2024  | كرستال              |                |
| 2025  | ياقوت               | كمال           |

## جدل
برز اسم سنان العزاوي في مقترح تبديل النشيد الوطني ثم في تأييده لمقتدى الصدر في اقتحام المطعم التركي في بغداد.

### مقترح نشيد وطني
قاد سنان العزاوي حملةً ترويجية لتغيير النشيد الوطني العراقي الحالي بنشيد سلام عليك.

### الاحتجاجات العراقية
كان متظاهرون عراقيون قد بدؤوا احتجاجهم على الحكومة العراقية منذ تشرين الأول عام 2019، وكان مركز المتظاهرين الرئيسي هو في بناية المطعم التركي، واستمر ذلك حتى يوم 1 شباط عام 2020، حين سيطرت مجموعة من أصحاب القبّعات الزرق التابعة لمقتدى الصدر على بناية المطعم التركي، وظهر معهم سنان العزاوي في تسجيل فيديو سيلفي وهو يسألهم «أين نحن؟ وفي أي طابق؟ وما هو تاريخ اليوم؟» فكان جوابهم «نحن بالمطعم التركي في الطابق الأخير واليوم هو 1 فبراير».

### تحدي الكورونا
في يوم 16 آذار عام 2020، نشر سنان في فيسبوك صفحته، عبارة تحدّي للوقاية من جائحة كورونا، وقال إنه «سيتوجه إلى زيارة الإمام الكاظم رغماً عن ترامب»، وختم عبارته بكلمة تلميحية اعتبرت مسيئة للذين يطالبون بالبقاء في البيوت. غيرَ أن سنان العزاوي أعلنَ في 23 آذار 2021 أن حسابه كان مخترقاً.

## روابط خارجية
- سنان العزاوي على موقع قاعدة بيانات الأفلام العربية